# Ніж для піци

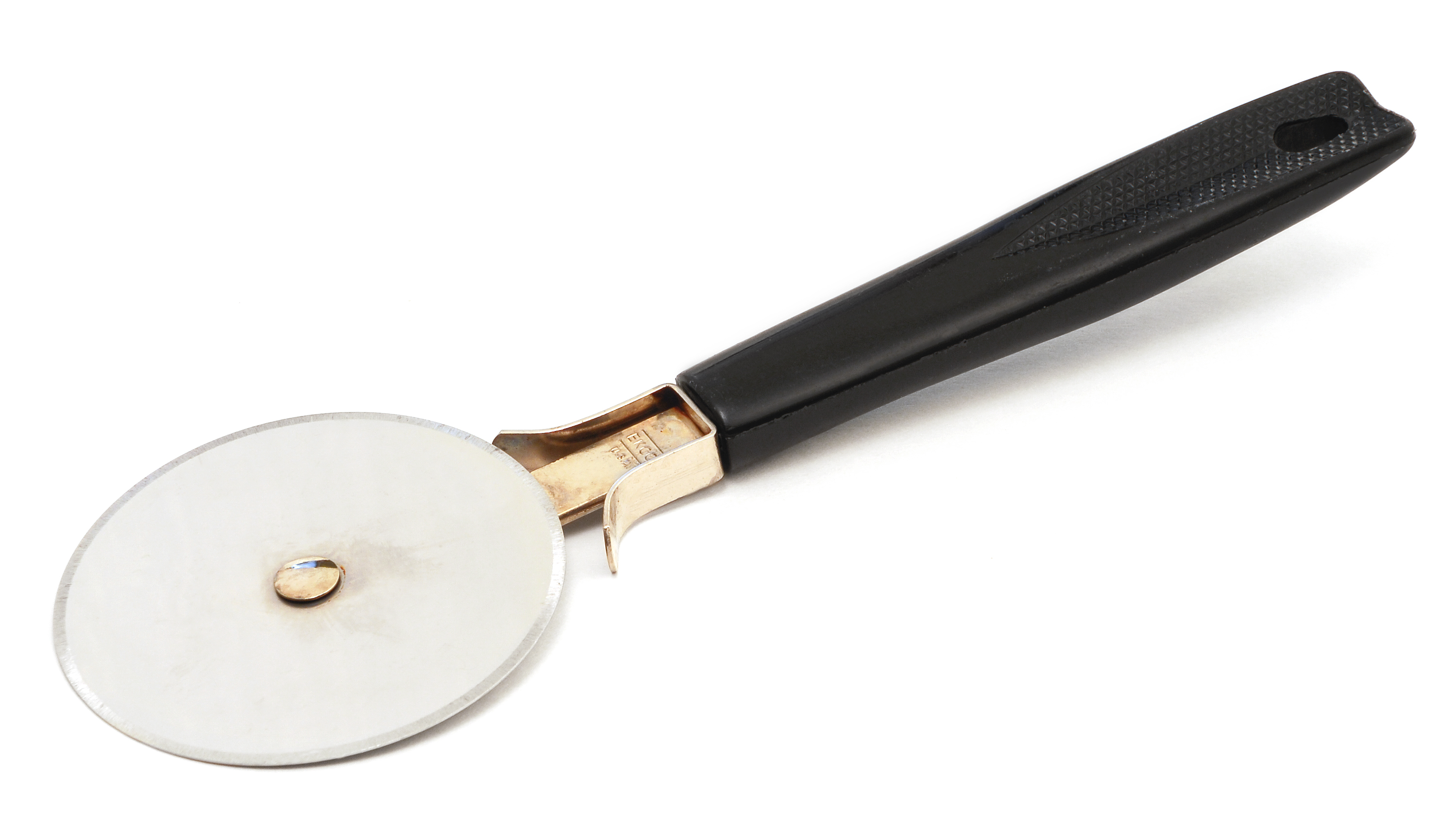
Ніж для піци

Ніж для різання піци (англ. pizza cutter або англ. roller blade) — інструмент, що використовується для розрізання піци.

## Історія
Перший ніж для різання піци, у його сучасному вигляді, був винайдений та запатентований Девідом С. Морганом 20 вересня 1892 року. Проте він був призначений для розрізання не піци, а шпалер.
Найбільший ніж для різання піци знаходиться в Ері, Пенсильванія, США.

## Різновиди
Існує два основних типи ножа для розрізання піци.
Найпоширеніший тип має диск, що обертається поки людина переміщає його у необхідному напрямку. Багато людей використовують цей ніж також для інших цілей, у тому числі для ремісничих робіт.
Інший тип є великим вигнутим ножем, називається мецалуна (з італ. «півмісяць»), який при розрізанні піци розгойдується людиною туди-сюди. Обидва типи виробляють у різних розмірах. Деякі типи мецалуни (зокрема, ножі з подвійними лезами) часто використовуються для подрібнення трав та різання овочів.